# Gombergean
Gombergean ist eine französische Gemeinde mit 163 Einwohnern (Stand: 1. Januar 2022) im Département Loir-et-Cher in der Region Centre-Val de Loire. Sie gehört zum Arrondissement Vendôme und zum Kanton Montoire-sur-le-Loir. Die Einwohner werden Gombergeanais genannt.

## Geographie
Die Gemeinde Gombergean liegt etwa 15 Kilometer südlich von Vendôme und etwa 22 Kilometer westnordwestlich von Blois.

### Nachbargemeinden
Umgeben wird Gombergean von den Nachbargemeinden Lancé im Norden, Pray im Nordosten, Lancôme im Osten, Françay im Südosten und Süden, Saint-Cyr-du-Gault im Süden und Südwesten, Saint-Gourgon im Westen sowie Saint-Amand-Longpré im Nordwesten.

## Einwohnerentwicklung
| Jahr                       | 1962 | 1968 | 1975 | 1982 | 1990 | 1999 | 2006 | 2014 | 2022 |
| -------------------------- | ---- | ---- | ---- | ---- | ---- | ---- | ---- | ---- | ---- |
| Einwohner                  | 203  | 178  | 172  | 136  | 146  | 145  | 145  | 196  | 163  |
| Quellen: Cassini und INSEE |      |      |      |      |      |      |      |      |      |

## Sehenswürdigkeiten
- Kirche Saint-Georges aus dem 11. Jahrhundert

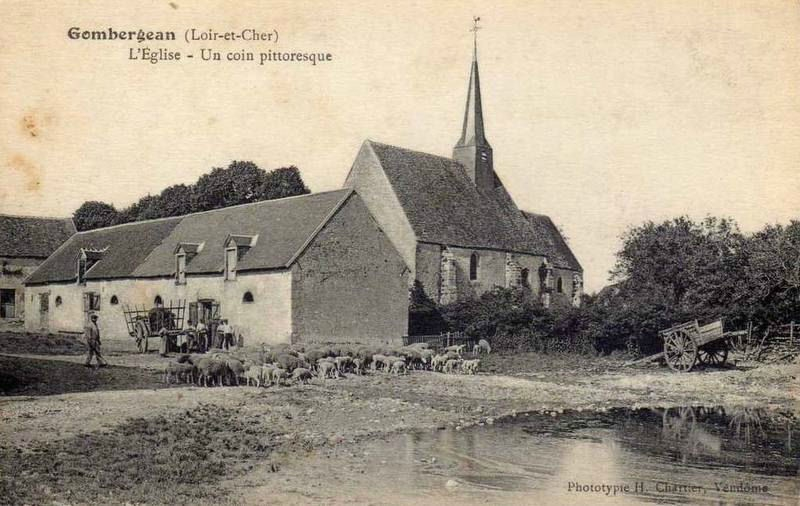
Kirche Saint-Georges auf einer Postkarte (um 1910)